# Konstantin Makovski

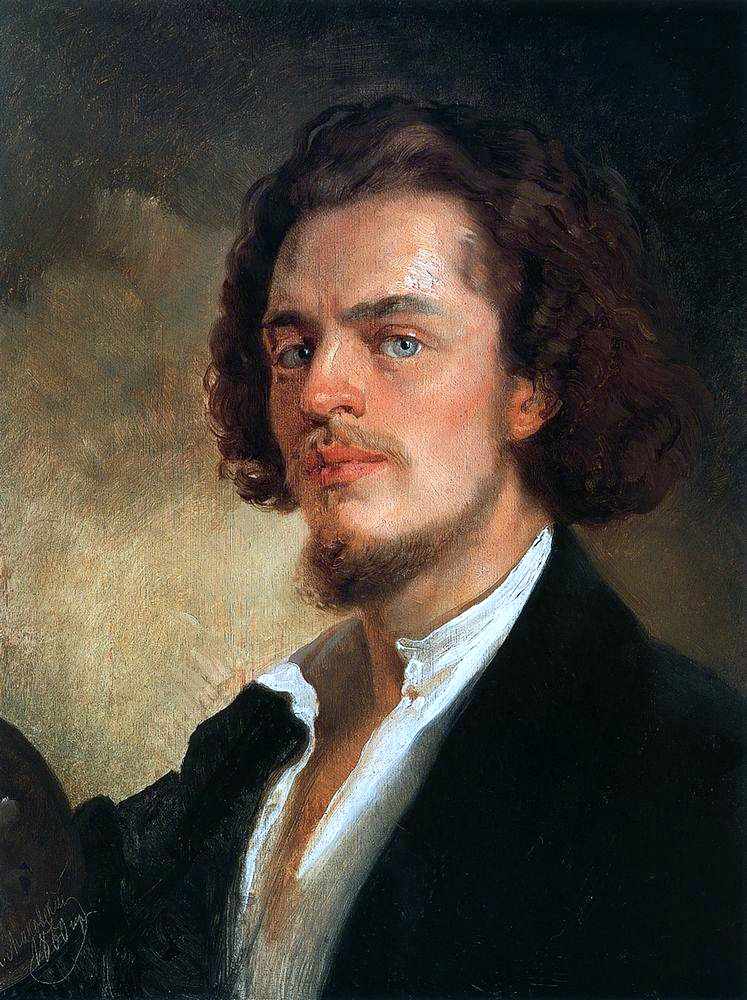
Zelfportret, 1856

Konstantin Jegorovitsj Makovski (Russisch: Константин Егорович Маковский) (Moskou, 2 juli 1839 – Sint-Petersburg, 30 september 1915) was een Russisch kunstschilder. Hij was lid van de realistische kunstenaarsbeweging Peredvizjniki ('Zwervers').

## Leven en werk
Konstantin Makovski was de zoon van Jegor Makovski, medeoprichter van de Moskouse Hogeschool voor Schilderkunst, Beeldhouwen en Architectuur, welke school hij ook zelf bezocht. Zijn moeder was componiste en had liever gezien dat hij voor de muziek had gekozen. In 1858 vervolgde hij zijn studies aan de Kunsthogeschool van Sint-Petersburg. Zijn talent werd daar al snel onderkend en in 1862 ontving hij er een gouden medaille voor zijn historische werk Agenten van de valse Dimitri vermoorden Fjodor Godoenov. In 1863 verliet hij de academie nadat hij samen met dertien andere studenten weigerde om voor een wedstrijd een onderwerp over de Noordse mythologie te schilderen. Niettemin zou hij later academielid worden en professor aan de Peterburgse academie.
Makovski behoorde in 1870 tot de oprichters van de realistische kunstenaarsbeweging Peredvizjniki ('Zwervers'). Met name zijn vroege werk vertoont ook invloeden vanuit de romantiek, meer in het bijzonder van Karl Brjoellov. Makovski schilderde vooral portretten (vaak van jonge vrouwen in Russische kledij), genrewerken en historische taferelen, met de Russische geschiedenis van de zestiende- en zeventiende eeuw als specialiteit, vaak scènes uit het leven van alledag. Verder schilderde Makovski ook mythologische onderwerpen en thema's ontleend aan literaire werken of oude sagen. Aan het einde van de jaren 1870 maakte hij een reis naar Egypte en Servië, waarna in zijn werk ook invloeden van het impressionisme herkenbaar werden, en waarbij artistieke doelen belangrijker werden dan het thema. In 1889 won hij met drie werken een gouden medaille op de Wereldtentoonstelling te Parijs, onder andere met Tamara en Demon.
Makovski overleed in 1915 na een verkeersongeval waarbij zijn koets door een tram werd geramd. Zijn broer Vladimir was eveneens kunstschilder.

## Galerij

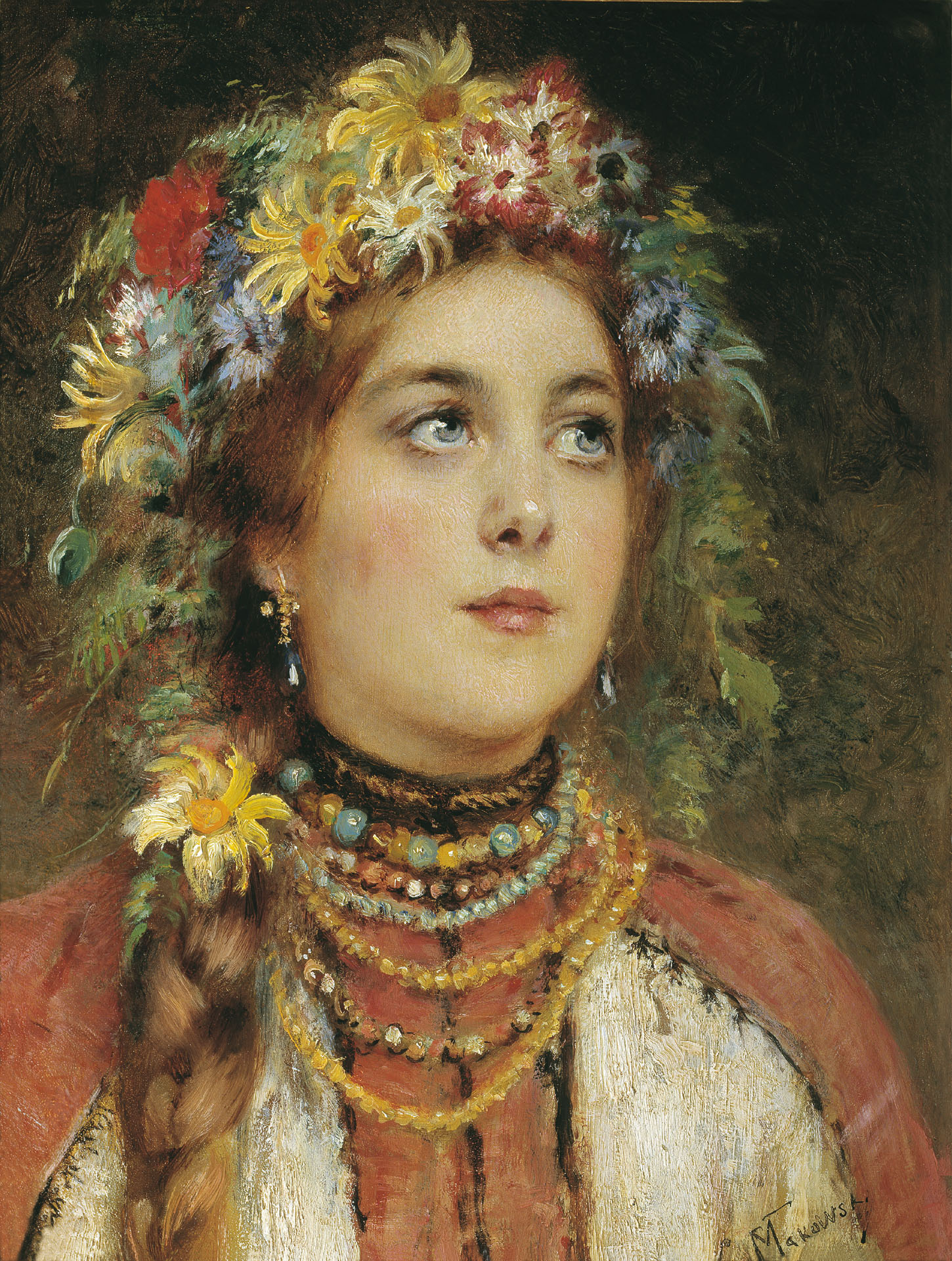
Russisch meisje met zomerkrans
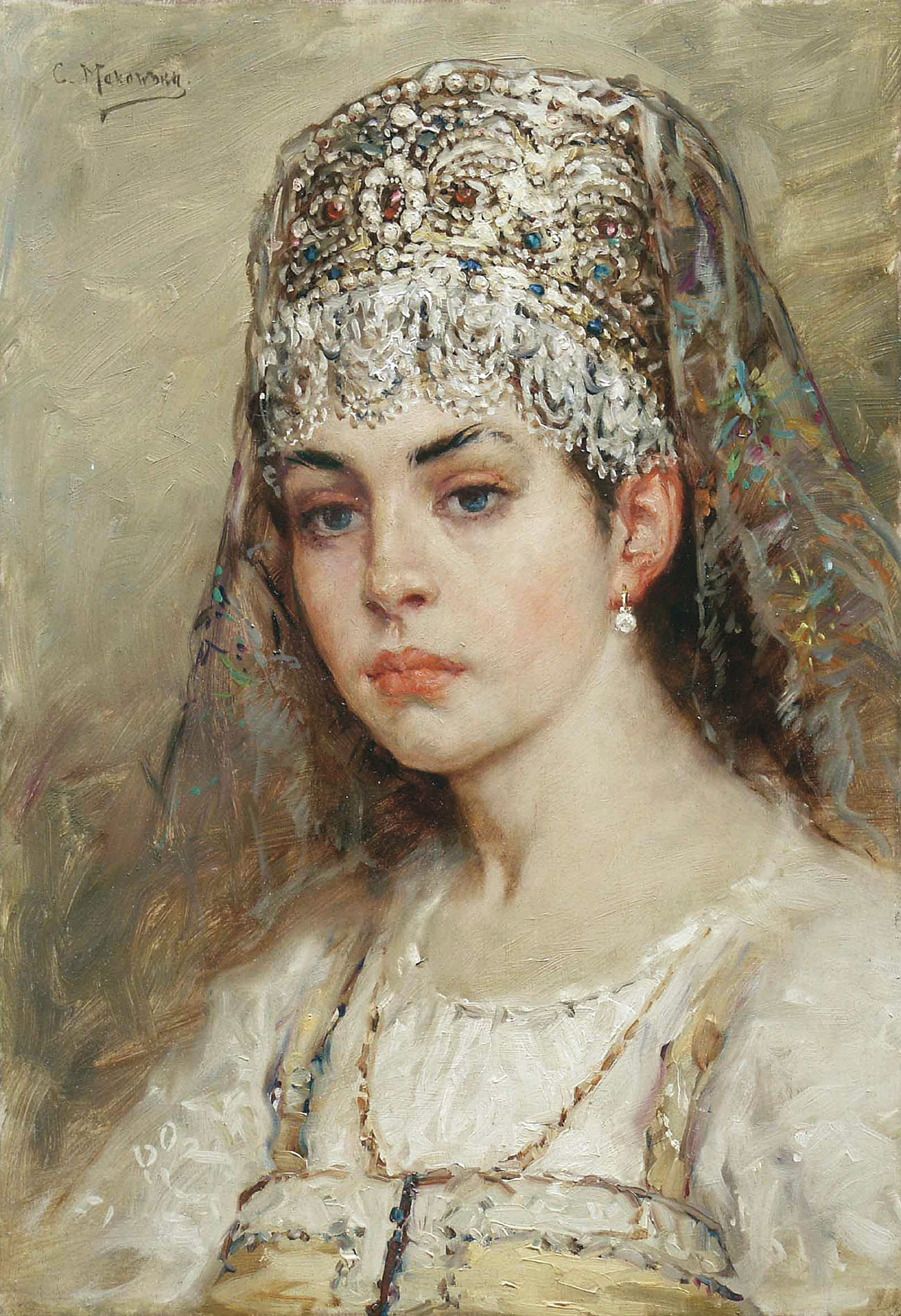
Bojarendochter
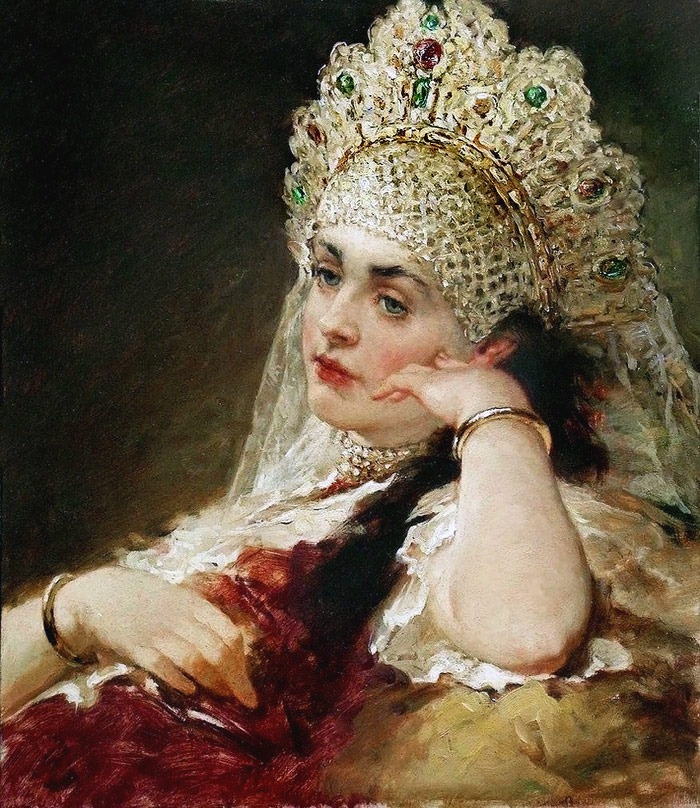
Aleksandra
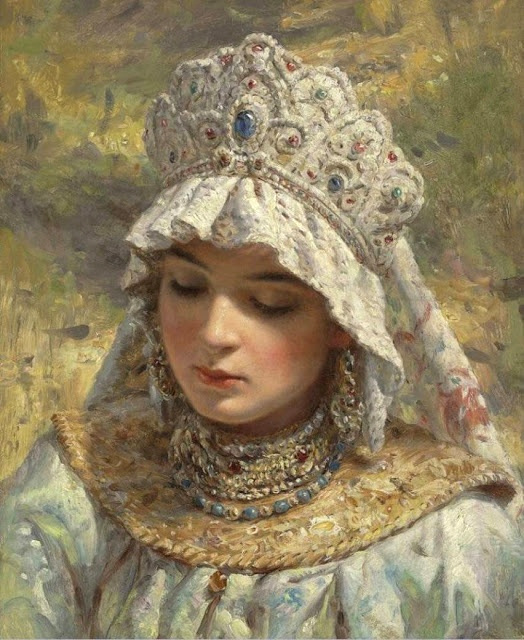
Russisch meisje met kokosjnik
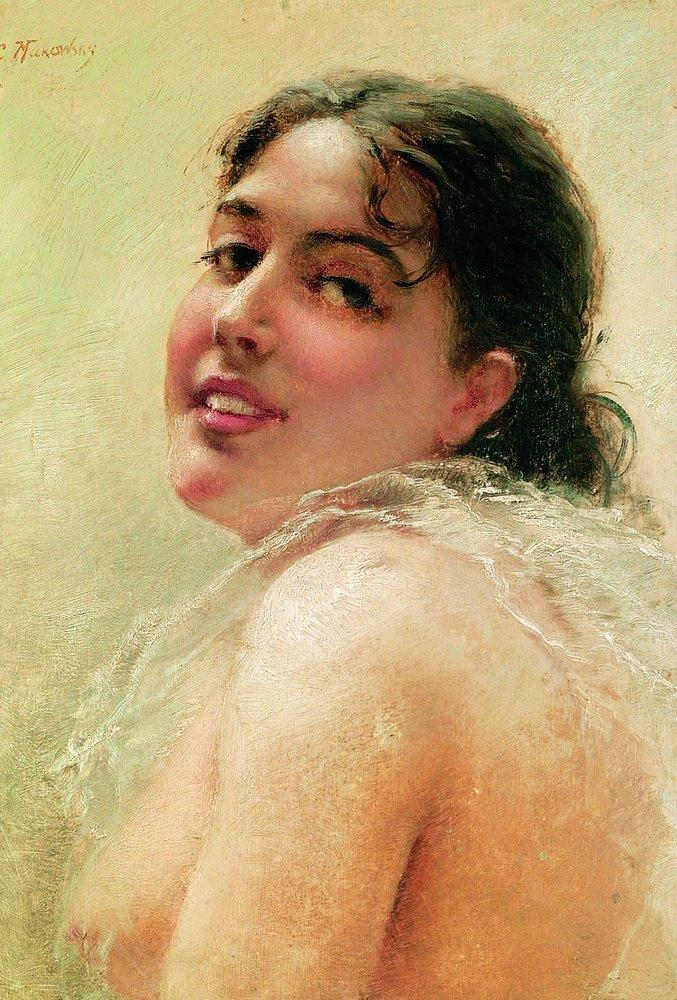
Golovka
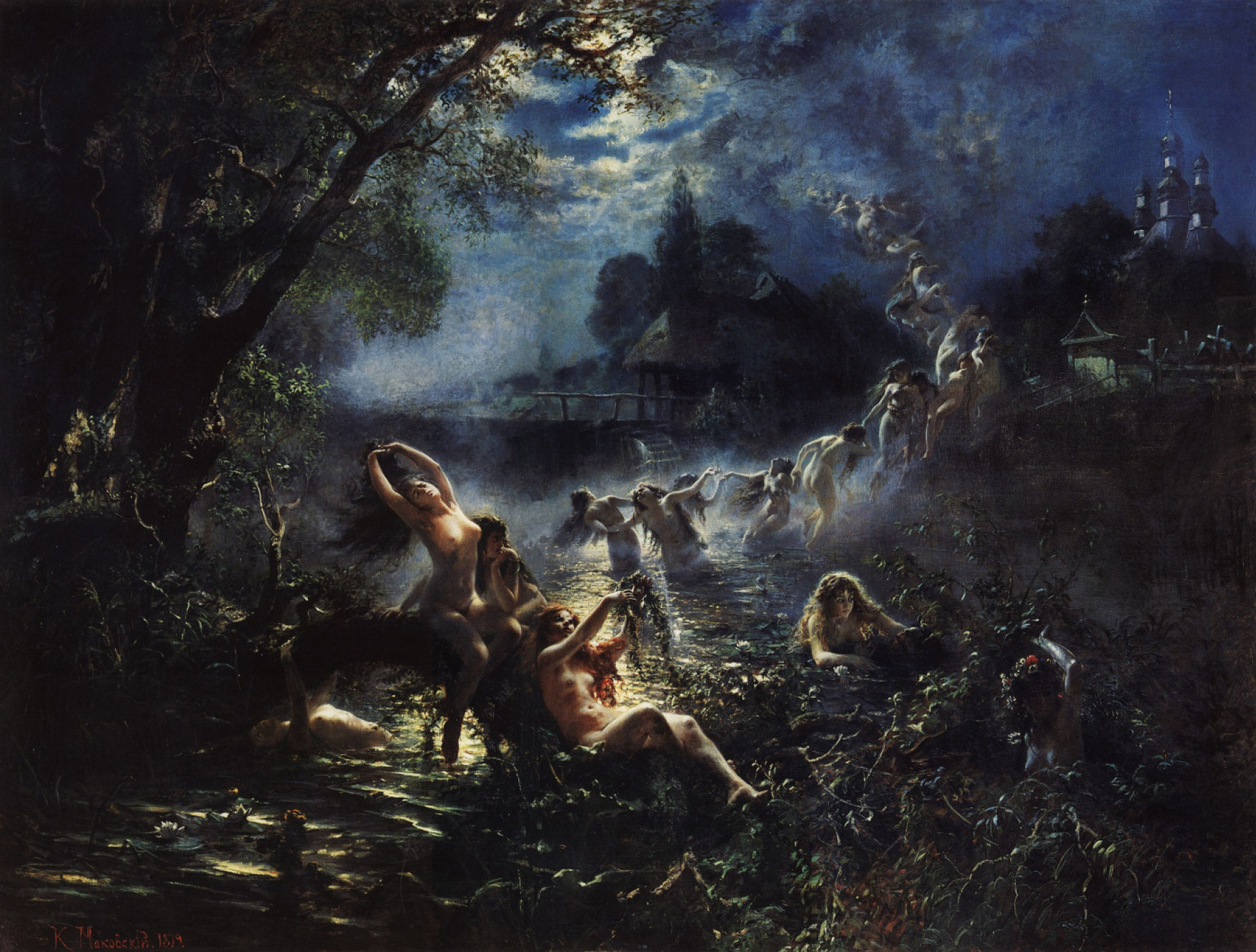
Roesalska
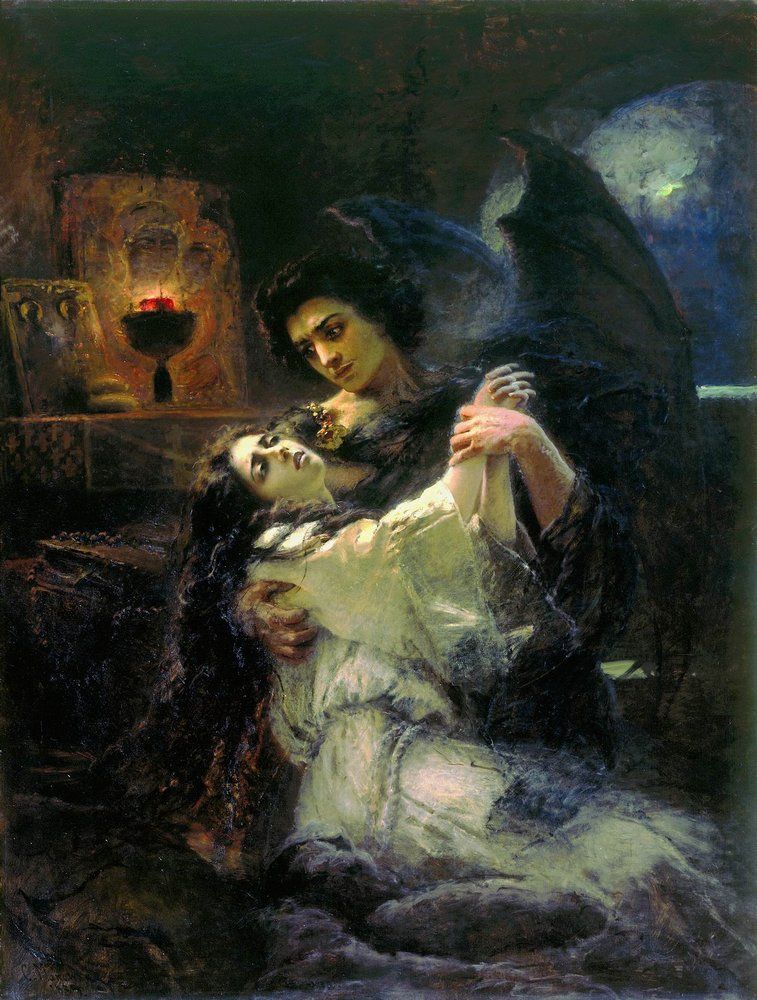
Kmakows
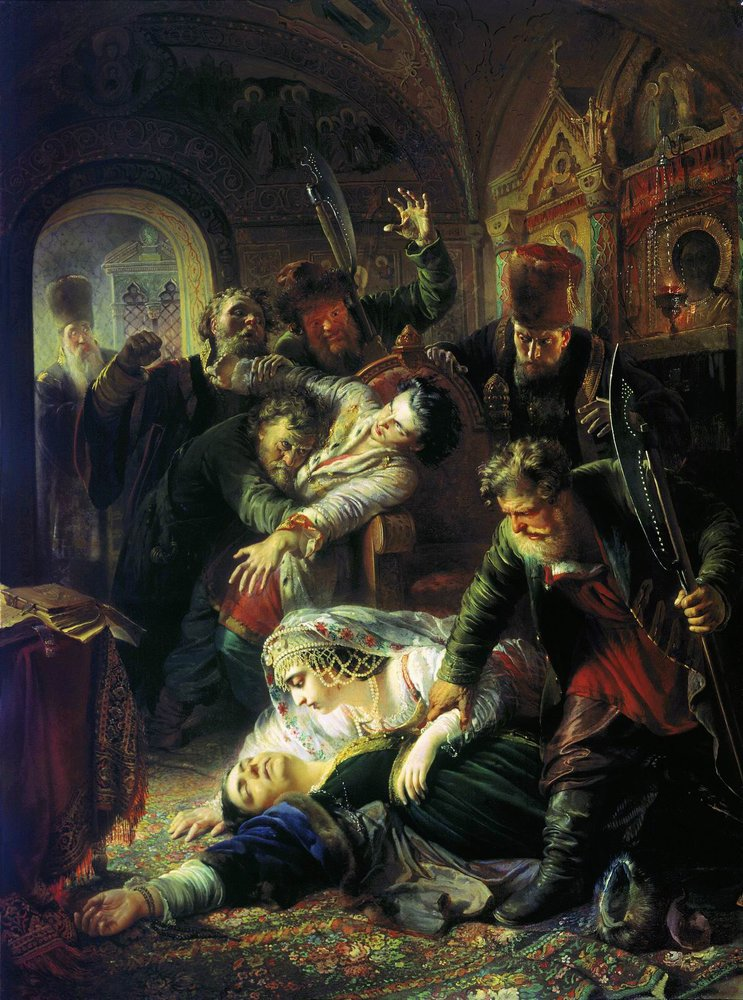
De moord op Fjodr Goedonov
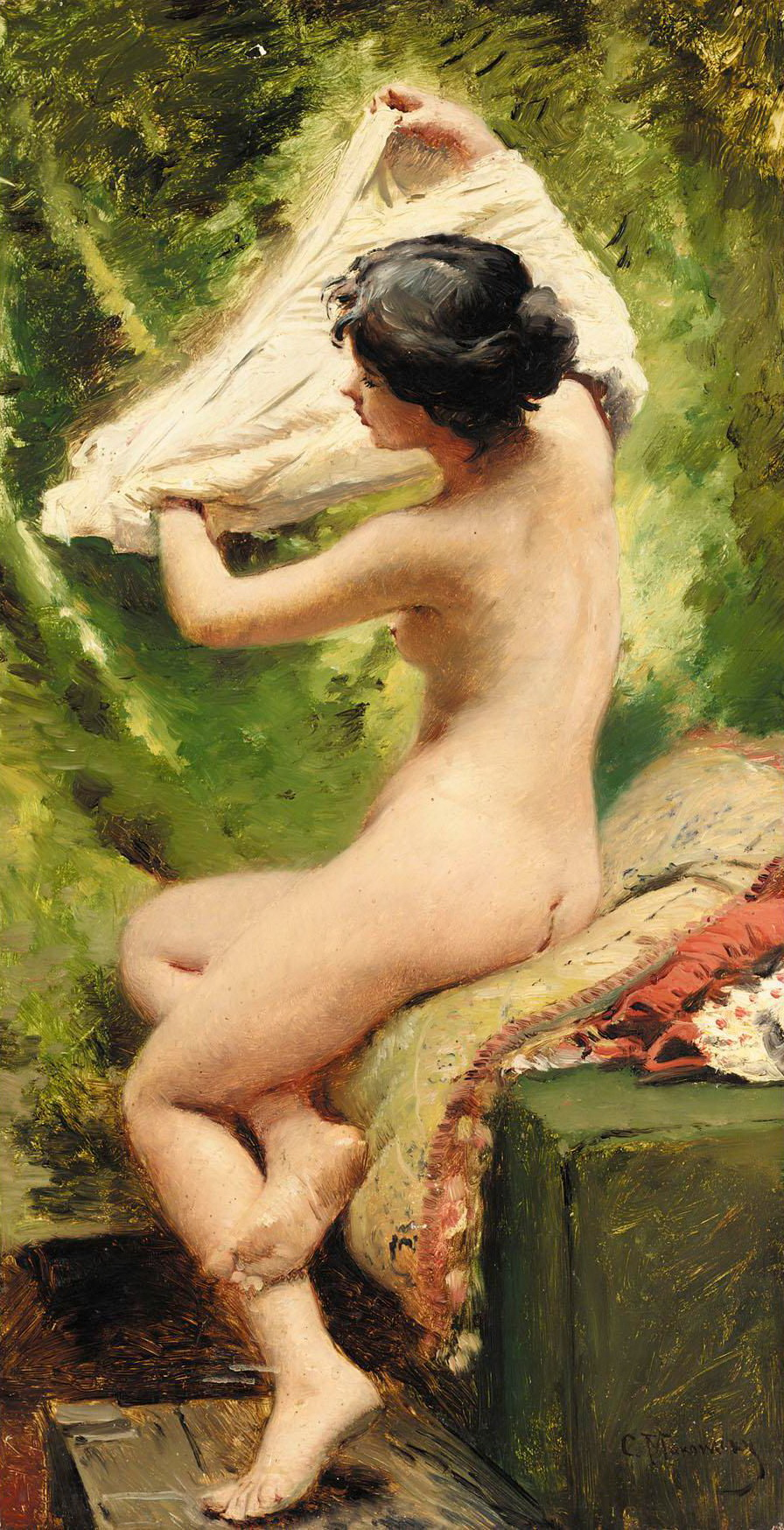
Gereed maken voor het bad
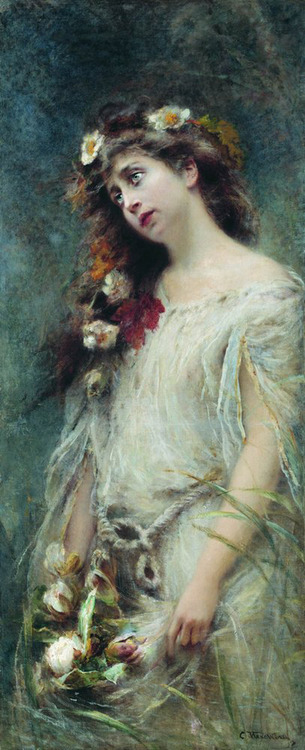
Ophelia